# Heidekever
De heidekever of het heidehaantje (Lochmaea suturalis) is een keversoort uit de familie bladkevers (Chrysomelidae). De wetenschappelijke naam van de soort werd in 1866 als Galeruca suturalis gepubliceerd door Carl Gustaf Thomson. De soort staat niet op de Rode Lijst van de IUCN.

## Kenmerken
De heidekever heeft een bruinachtige kleur, en is ongeveer 6 millimeter groot. De kop is zwart, en over de bovenkant van het borststuk loopt een zwarte streep. Hij heeft 6 donker gekleurde poten en twee antennen die een zwart-rode kleur hebben. De dekschilden hebben een dichte punctuur.
De larven zijn geelgroen, en zijn week omdat ze nog geen pantser hebben.

## Leefwijze
Zowel de larven als de volwassen exemplaren van de heidekever voeden zich met heideplanten (Calluna en Erica) Wanneer de populatie in een bepaald gebied groeit, sterft de heide massaal af en daarmee verdwijnt de voedingsbron voor de insecten. Hierdoor verloopt de populatiegrootte cyclisch met een periode van ongeveer vijf jaar.
Na het verpoppen verschijnen de geelbruine kevers in de late zomer. De kevers zijn actief gedurende de perioden van mei tot en met oktober. Ze overwinteren in de humuslaag op de grond. Wanneer de heidekever zich bedreigd voelt verstopt hij zich in het kreupelhout.

## Verspreiding
De heidekever is inheems in Nederland en in België. De soort komt in Europa verder voor in Groot-Brittannië.